# Phragmanthera regularis
Phragmanthera regularis là một loài thực vật có hoa trong họ Loranthaceae. Loài này được (Steud. ex Sprague) M.G. Gilbert miêu tả khoa học đầu tiên năm 1985.